# Polohî, Novi Sanjarî
Polohî (în ucraineană Пологи) este localitatea de reședință a comunei Polohî din raionul Novi Sanjarî, regiunea Poltava, Ucraina.

## Demografie
Componența lingvistică a localității Polohî
     Ucraineană (91,57%)
     Rusă (8,05%)
     Alte limbi (0,19%)
Conform recensământului din 2001, majoritatea populației localității Polohî era vorbitoare de ucraineană (91,57%), existând în minoritate și vorbitori de rusă (8,05%).